# Discestra fructicosae
Discestra fructicosae là một loài bướm đêm trong họ Noctuidae.